# Josef Daum
Josef Daum (* 8. Februar 1924 in Merzig; † 18. August 2004 in Braunschweig) war ein deutscher Biologe, Bibliothekar und Hochschullehrer. Er war von 1967 bis 1987 Direktor der Universitätsbibliothek Braunschweig.

## Leben
Der aus einer südfranzösischen Familie stammende Daum wuchs in Merzig im Saarland auf. Nach Wehrdienst und Kriegsgefangenschaft studierte er seit 1949 Geologie, Botanik, Zoologie und Chemie an der Universität des Saarlandes. Er wurde dort 1954 mit einem zoologischen Thema zum Dr. rer. nat. promoviert. Anschließend war Daum Assistent am Institut für Biologie an der Universität Saarbrücken. Er entschloss sich zu einer Ausbildung für den höheren Bibliotheksdienst. Seine berufliche Laufbahn begann er 1966 als Leiter der Medizinischen Bibliothek an der TH Aachen. Im Jahre 1967 übernahm er die Leitung der Bibliothek der TH Braunschweig. Er wirkte an der Planung und Realisierung des Neubaus mit, der 1972 eingeweiht wurde. Daum wurde 1971 Honorarprofessor für Bibliothekswissenschaften an der TU Braunschweig. Sein Nachfolger als Direktor der Universitätsbibliothek Braunschweig wurde 1987 Dietmar Brandes.
Daum war in zahlreichen regionalen und überregionalen Verbänden aktiv. Von 1977 bis 1979 war er Vorsitzender des Vereins Deutscher Bibliothekare, und von 1979 bis 1983 Stellvertretender Vorsitzender. Dem Werk Wilhelm Raabes war er sehr verbunden. So war er von 1971 bis 1994 Präsident der Raabe-Gesellschaft und daneben Mitglied der gesellschaftlichen Vereinigung der Kleiderseller. Er wurde 1977 Vorsitzender des Braunschweigischen Landesvereins für Heimatschutz.
Daum war mit der Restauratorin und Buchbindermeisterin Hella Daum verheiratet, mit der er gemeinsam eine Sammlung christlicher Erbauungsliteratur zusammengetragen hatte.
Daum war Mitglied der Turnerschaft Frisia Albertina.

## Werke (Auswahl)
- Zur Biologie einer Isopodenart unterirdischer Gewässer. Caecosphaeroma (Vireia) burgundum Dollfus. (= Dissertation). Saarbrücken 1954.
- Schadinsekten an Bücherbeständen : historische Betrachtung, systematische Zusammenstellung, Schadbilder, Vorbeugungs- und Bekämpfungsmethoden. Köln 1960.
- Die Buchbestände der "Bibliotheca Collegii Carolini" und was von ihnen heute noch verblieben. Braunschweig 1968.
- Josef Daum (Hrsg.): Die Universitätsbibliothek der Technischen Universität: Bericht über fünf Jahre im neuen Haus, 1971–1976. Braunschweig 1976.
- Josef Daum und Dietmar Brandes (Hrsg.): Arznei- und Apothekenrecht, Pharmakopöen und Spezialitätenlisten. Bestandsverzeichnis DFG-Sondersammelgebiet Pharmazie. Braunschweig 1981.
- Josef Daum und Hans-Jürgen Schrader (Hrsg.): Revisionen : Festschrift zum 150. Geburtstag Wilhelm Raabes. Braunschweig 1981.
- Braunschweiger Bucheinbände aus fünf Jahrhunderten – Handwerkstradition in einer alten Stadt. Braunschweig 1985.
- Josef Daum und Michael Kuhn: Pflanzenbilder aus alten Büchern und auf historischen Krügen. Braunschweig 1985.
- Rheinisches Steinzeug : 500 Jahre Gebrauchsgefäße aus Braunschweiger Privatbesitz. Braunschweig 1987.
- Volkskunst im Zeichen von Weinstock und Rebe. Eltville im Rheingau 1992.